# الدهيمي (العدين)

تعديل مصدري - تعديل

الدهيمي محلة تابعة لقرية الزنجي، التابعة لعزلة العمارنة بمديرية العدين إحدى مديريات محافظة إب في الجمهورية اليمنية، بلغ تعداد سكانها 29 حسب تعداد اليمن لعام 2004.